# New Leinster

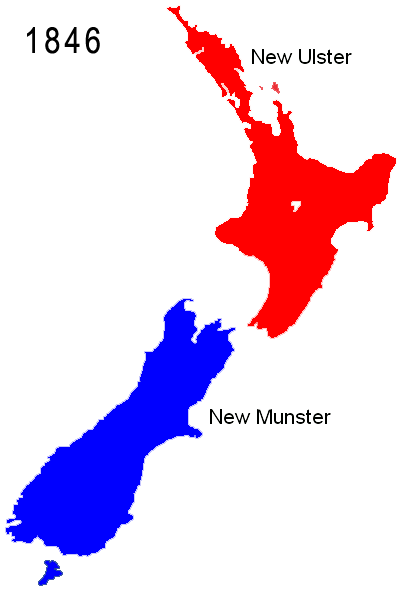
Provinzen nach dem New Zealand Constitution Act 1846

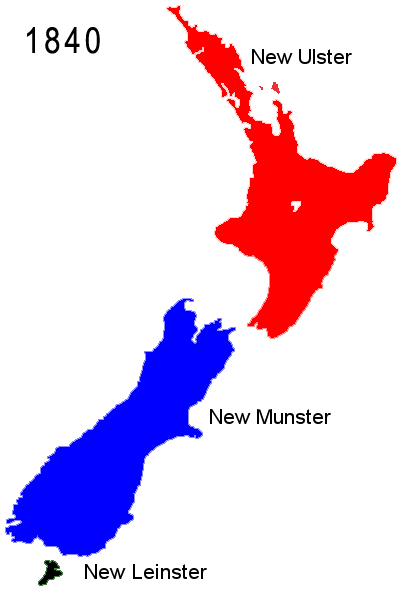
Die drei ersten Provinzen des Landes entsprechend dem Letters Patent vom 16. November 1840

New Leinster war eine kleine Provinz in der ehemaligen britischen Kolonie Neuseeland. 

## Geographie
New Leinster umfasste von 1840 bis 1846 die gesamte Insel von Stewart Island.

## Geschichte
Als am 16. November 1840 Neuseeland per Letters Patent zu einer eigenständigen Kolonie erklärt wurde und damit nicht mehr länger der Kolonie New South Wales unterstellt war, wurden die drei Hauptinseln Neuseelands, die bis dato als Northern Island, Middle Island und Stewart's Island bekannt waren, unter geographischen Gesichtspunkten als New Ulster (Nordinsel), New Munster (Südinsel) und New Leinster (Stewart Island) bezeichnet.
Am 23. Dezember 1846 wurde Neuseeland auf Basis des New Zealand Constitution Act 1846 und per Royal Charter in zwei Provinzen unterteilt, New Ulster und New Munster. New Leinster wurde demnach der Provinz New Munster zugeordnet.
Mit dem New Zealand Constitution Act 1852 wurden die Provinzen New Ulster und New Munster aufgelöst und in neue Provinzen aufgeteilt. Die ehemalige kleine Provinz New Leinster kam unter die Verwaltung der Provinz Otago.